# Andrzej Młyński
Andrzej Młyński, ps. Młyniu (ur. 2 sierpnia 1954, zm. 21 października 1984 w Gliwicach) – polski skoczek spadochronowy.

## Działalność sportowa
Działalność sportową Andrzeja Młyńskiego podano za: Jan Isielenis, Archiwum Sekcji Spadochronowej Aeroklubu Gliwickiego, s. 1.
Był członkiem sekcji spadochronowej Aeroklubu Gliwickiego i Spadochronowej Kadry Narodowej w dwuboju spadochronowym – celność lądowania i akrobacja indywidualna.
Pierwszy skok wykonał 1 maja 1972 z samolotu An-2 ze spadochronem typu: DP-47 po ukończeniu podstawowego kursu spadochronowego w Aeroklubie Gliwickim. 20 lipca 1972 uzyskał III klasę spadochronową. , 16 lipca 1974 II klasę, a 17 września 1975 I klasę. Uprawnienia do wykonywania skoków do wody uzyskał 23 lipca 1978.
W 1979 zdobył złotą odznakę spadochronową Międzynarodowej Federacji Lotniczej FAI z 3. diamentami.
Został członkiem Klubu Tysięczników Aeroklubu Gliwickiego, skupiającego skoczków mających na swoim koncie ponad 1000 skoków. Swój 1000. skok wykonał 3 sierpnia 1980, samolot: An-2TD SP-ANW, spadochron typu: SW-11, wysokość skoku: 2200 m, opóźnienie: 30 s, zadanie: XIII/9, na gliwickim lotnisku.
Wykonał 1456 skoków spadochronowych. Miał czarny pas w judo.
Zginął 21 października 1984 na gliwickim lotnisku w czasie holowania za traktorem na otwartej czaszy spadochronu. Został pochowany na Cmentarzu Lipowym w Gliwicach.

### Osiągnięcia sportowe
Osiągnięcia sportowe w spadochroniarstwie Andrzeja Młyńskiego podano za: Jan Isielenis, Archiwum Sekcji Spadochronowej Aeroklubu Gliwickiego, s. 1.
- 1979 – 20–27 maja V Międzynarodowe Klubowe Zawody Spadochronowe Gliwice 1979. Klasyfikacja (akrobacja zespołowa): I miejsce – Jan Bober, Edward Miler, Andrzej Młyński[a].
- 1979 – 23–29 lipca XXIII Mistrzostwa Polski Seniorów – Lublin. Klasyfikacja ogólna: XXXIII miejsce – Andrzej Młyński[12].
- 1979 – I Zawody Spadochronowe o Puchar Naczelnika Miasta Świdnik – Świdnik. Klasyfikacja ogólna: II miejsce – Andrzej Młyński. Klasyfikacja drużynowa: II miejsce – Aeroklub Gliwicki[13].
- 1979 – W Międzynarodowych Zawodach Spadochronowych o Chalange Jesieni – Chambéry (Francja) brała udział ekipa Aeroklubu Gliwickiego: Jan Bober, Edward Miler, Witold Lewandowski, Zdzisław Śliwa, Jan Strzałkowski, Andrzej Młyński, instruktor – Jan Boryczka[13].
- 1982 – 23–28 sierpnia XXVI Spadochronowe Mistrzostwa Polski – Zielona Góra. Konkurencja (celność): 1156 pkt., (akrobacja): 484 pkt., Ogółem punktów: 1640. XXX miejsce – Andrzej Młyński[14].
- 1983 – 2–5 czerwca X Zawody Spadochronowe – Prešov (Czechosłowacja). Klasyfikacja (celność indywidualnie): IX miejsce – Andrzej Młyński. Klasyfikacja (celność drużynowo): III miejsce – Jan Strzałkowski, Andrzej Młyński, Piotr Knop[15].
- 1983 – 27–29 sierpnia Międzynarodowe Zawody Spadochronowe – Szlezwik-Holsztyn (RFN). Klasyfikacja indywidualna: III miejsce – Andrzej Młyński. Klasyfikacja drużynowa: IV miejsce – Piotr Knop, Marcin Wilk, Andrzej Młyński, Witold Lewandowski[16].
- 1983 – 21–24 października II Barbórkowe Zawody Spadochronowe – Katowice. Klasyfikacja indywidualna (celność): XIX miejsce – Andrzej Młyński. Klasyfikacja indywidualna (akrobacja): X miejsce – Andrzej Młyński. Klasyfikacja indywidualna (dwubój): XIII miejsce – Andrzej Młyński. Klasyfikacja drużynowa: celność – V miejsce Aeroklub Gliwicki, akrobacja – III miejsce Aeroklub Gliwicki, dwubój – III miejsce Aeroklub Gliwicki[15].
- 1984 – 20–26 maja XV Spadochronowe Mistrzostwa Śląska 1984 – Gliwice. Klasyfikacja zespołowa Relatv: III miejsce – Andrzej Młyński, Jan Strzałkowski, Marcin Wilk. Klasyfikacja indywidualna (celność): I miejsce – Andrzej Młyński. Klasyfikacja grupowa (celność): VII miejsce – Andrzej Młyński, Jan Strzałkowski, Marcin Wilk. Klasyfikacja indywidualna (akrobacja): I miejsce – Andrzej Młyński. Klasyfikacja ogólna: III miejsce – Andrzej Młyński, Jan Strzałkowski, Marcin Wilk[17].
- 1984 – 23–27 lipca Międzynarodowe Zawody Spadochronowe o Puchar Rybnickiego Okręgu Węglowego – Rybnik. Klasyfikacja indywidualna (celność): VI miejsce – Andrzej Młyński. Klasyfikacja indywidualna (akrobacja): V miejsce – Andrzej Młyński. Klasyfikacja indywidualna (ogólnie): V miejsce – Andrzej Młyński. Klasyfikacja drużynowa: III miejsce – Aeroklub Gliwicki (Witold Lewandowski, Andrzej Młyński, Jan Strzałkowski)[17].
- 1984 – 11–12 sierpnia Spadochronowe Mistrzostwa Północnych Niemiec – Lubeka (RFN). Klasyfikacja indywidualna (celność): XI miejsce – Andrzej Młyński. Klasyfikacja drużynowa: V miejsce – Aeroklub Gliwicki (Jan Isielenis, Witold Lewandowski, Andrzej Młyński, Jan Strzałkowski)[18].
- 1984 – 7–12 września II Barbórkowe Zawody Spadochronowe – Katowice. Klasyfikacja indywidualna (celność): XI miejsce – Andrzej Młyński. Klasyfikacja drużynowa: IV miejsce – Aeroklub Gliwicki (Jan Isielenis, Andrzej Młyński, Marcin Wilk)[18].

## Galeria

Andrzej Młyński ps. Młyniu
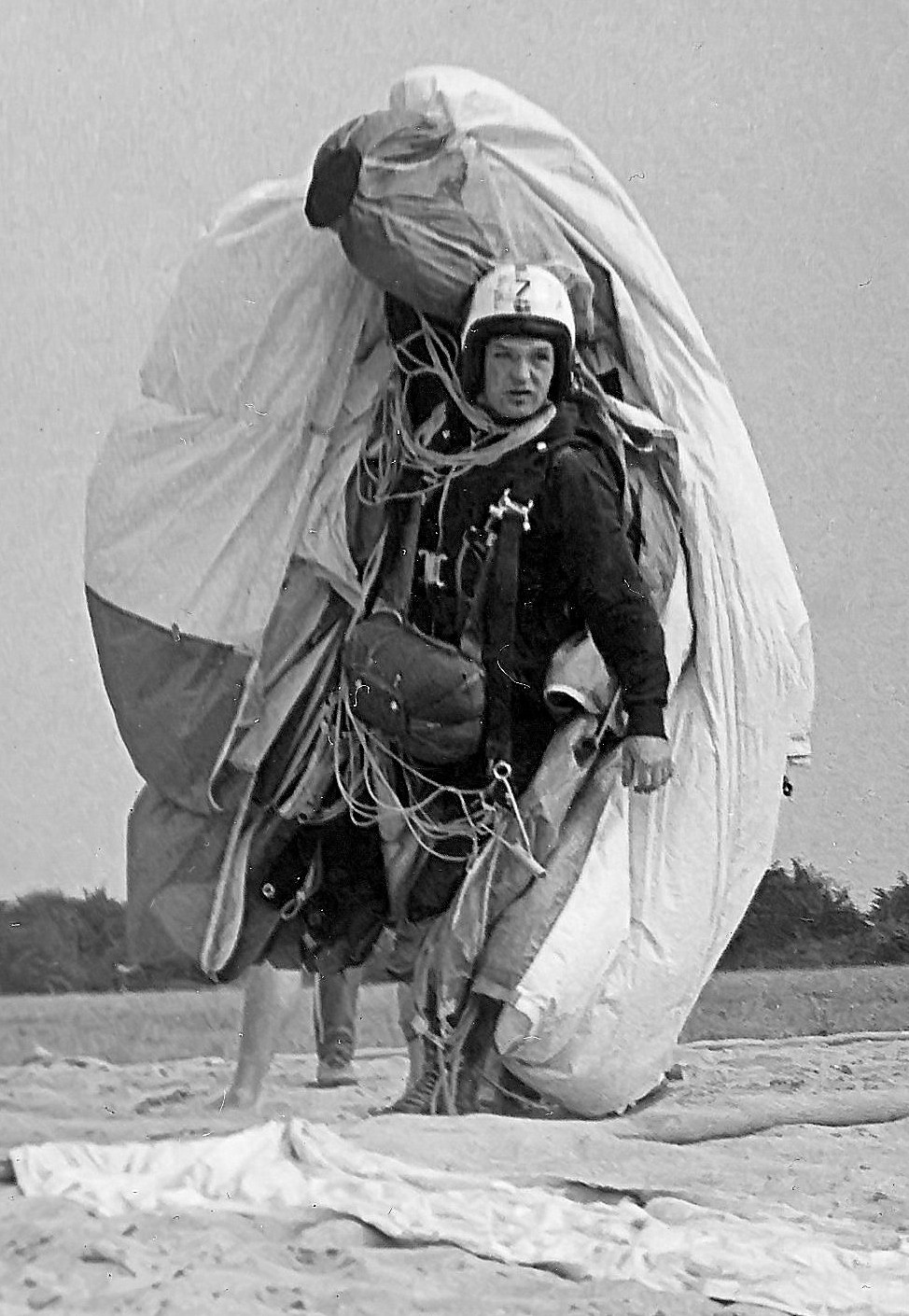
Po wylądowaniu na gliwickim lotnisku (1983)
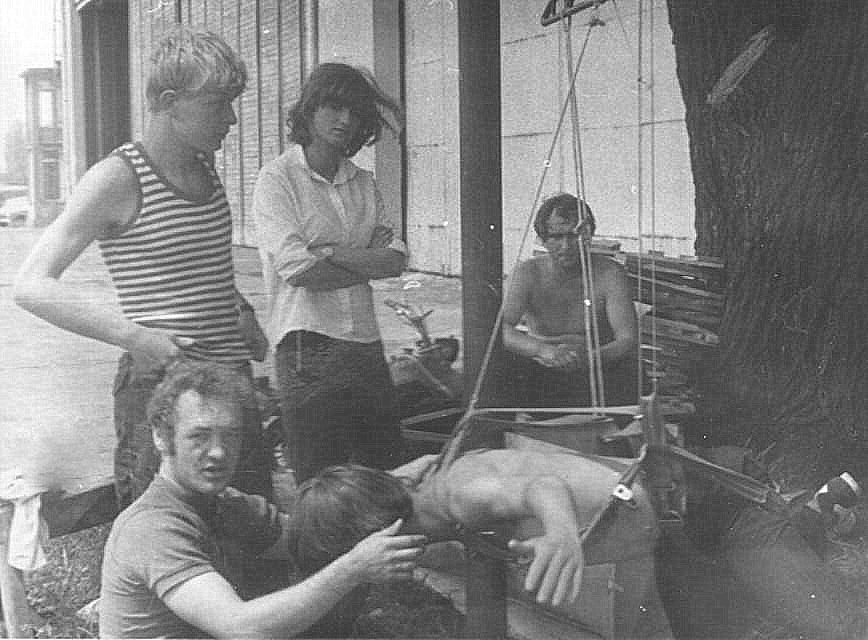
Jako instruktor, nauka akrobacji spadochronowej na gliwickim lotnisku (1982)
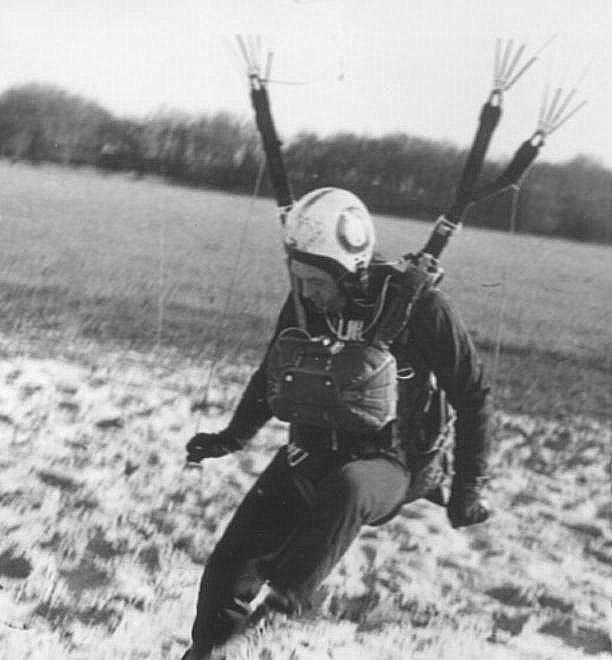
Lądowanie w kole na gliwickim lotnisku (1982)
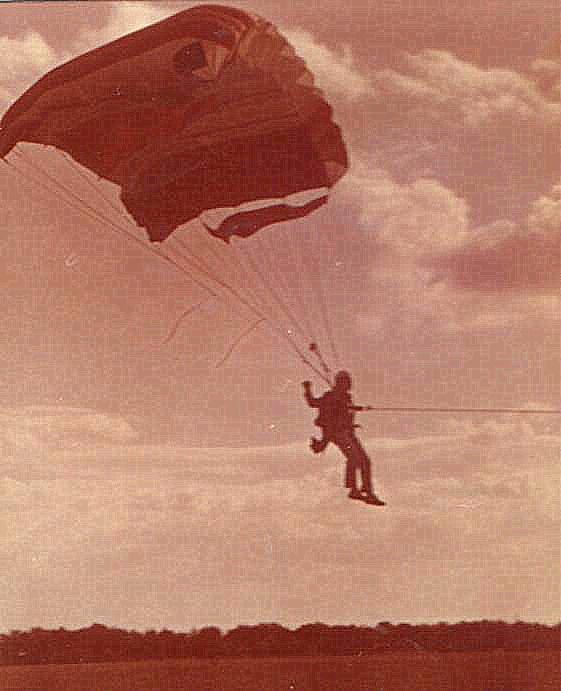
Podczas holowania spadochronu na gliwickim lotnisku (1982)